# Ballymaglancy Cave, Cong SAC
Ballymaglancy Cave, Cong SAC este o arie protejată (arie specială de conservare — SAC, sit de importanță comunitară — SCI) din Irlanda întinsă pe o suprafață de 9,3 ha, integral pe uscat.

## Localizare
Centrul sitului Ballymaglancy Cave, Cong SAC este situat la coordonatele 53°32′16″N 9°20′17″W / 53.537729°N 9.337992°V.

## Înființare
Situl Ballymaglancy Cave, Cong SAC a fost declarat sit de importanță comunitară în ianuarie 2002 pentru a proteja un număr necunoscut de specii din flora spontană și fauna sălbatică aflate în arealul zonei. Situl a fost protejat și ca arie specială de conservare în mai 2016.

## Biodiversitate
Situată în ecoregiunea atlantică, aria protejată conține 1 habitat natural: Peșteri inaccesibile publicului.
La baza desemnării sitului se află un număr nedeclarat de specii protejate.